# Оголена в капелюсі
«Оголена в капелюсі» (рос. «Обнажённая в шляпе») — український радянський художній фільм 1991 року режисера Олександра Полиннікова.

## Сюжет
Пізно вночі двоє в протигазах увірвалися в квартиру фотожурналіста Костянтина і, приспавши його за допомогою газового балончика, відвезли. Тепер його колеги, маючи фото Костянтина, де також зображена оголена дівчина з родимкою на інтимному місці, мають намір знайти друга...

## У ролях
- Олексій Серебряков
- Анна Назарьєва
- Олег Штефанко
- Олександр Берда
- Андрій Смоляков
- Світлана Акімова
- Надія Резон
- Катерина Симонова
- Ейлі Сільд-Торгу
- Сальме Реек
- Хейно Торгу
- Лідія Савченко

## Творча група
- Сценарій:
- Режисер: Олександр Полинніков
- Оператор: Ольга Горюнова
- Композитор: